# Gustav Travers
Gustav Thomas Travers (* 1839 in Höchst am Main; † 1. Mai 1892 in Gersau, Schweiz) war ein deutscher Diplomat.

## Leben

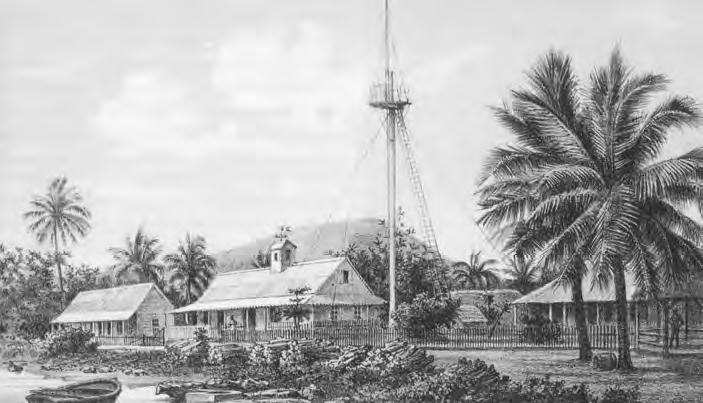
Das Konsulatsgebäude des Deutschen Reiches in Apia

Travers begann nach dem Schulbesuch in Wiesbaden 1865 das Studium der Rechtswissenschaften an der Universität Göttingen, wo er Mitglied des Corps Hannovera wurde. Er promovierte zum Dr. iur. Danach trat er in den diplomatischen Dienst des Norddeutschen Bundes ein und wurde für diesen als Hafenkonsul in London tätig; von 1871 bis 1877 war er Hafenkonsul des Deutschen Reiches in London. 1872 wurde er Vize-Konsul in Kairo. 1883 war Travers in Kanton und in Hongkong tätig. 1885 löste Travers als Generalkonsul in Sydney und gleichzeitiger Spezialkommissar des Deutschen Reiches für Samoa einen diplomatischer Konflikt mit Großbritannien aus, nachdem er mit Unterstützung des Kanonenbootes Albatross die deutsche Reichsflagge auf dem neutralen Munizipalgebiet vor Apia gehisst hatte. 1885 bis 1887 war Travers Generalkonsul in Sydney, Australien, und 1888 Ministerresident in Tanger, dem damaligen diplomatischen Zentrum von Marokko. Am 1. März 1889 trat er aus gesundheitlichen Gründen in den Ruhestand.